# Geert Bourgeois
Geert Albert Bourgeois (Roeselare, 6 de juliol de 1951) és un advocat i polític flamenc, membre del partit Nieuw-Vlaamse Alliantie (N-VA). Des 2014 és l'actual ministre-president de Flandes i el ministre flamenc de Política Exterior i Patrimoni Cultural.

## Carrera política
Bourgeois va entrar en política l'any 1977, quan va ser elegit membre de l'Ajuntament d'Izegem. Des de 1983 a 1994 va servir com a alderman.
El 1995 va ser elegit a la Cambra de Representants de Bèlgica. Va ser reelegit els anys 1999 i 2003, i va ocupar el càrrec fins a juliol de 2004, quan va dimitir després d'haver estat elegit pel Parlament Flamenc.
Des de juliol de 2004, Bourgeois va ser ministre flamenc d'Afers Administratius, Política Exterior, Mitjans i Turisme. El 22 de setembre de 2008 Geert Bourgeois va ser obligat a dimitir a causa de la pressió dels partits de la coalició governamental, Sociaal-Liberale Partij i Vlaamse Liberalen en Democraten, pel nul vot de confiança del partit en el govern federal de Yves Leterme i la manca de confiança en les negociacions de les Regions sobre la reforma de l'estat.
Després de les eleccions de 2009 l'N-VA va formar un govern de coalició amb els cristianodemòcrates i socialistes. Bourgeois va ser el viceministre-president i el ministre flamenc d'Afers Administratius, Govern Provincial i Local, Integració Cívica, Turisme i Perifèria Flamenca en el govern Peeters II (2009-2014).
Bourgeois, nacionalista flamenc, també va exercir de president del partit Volksunie des de 2000 a 2001. Després de la desaparició de Volksunie l'any 2001, va fundar el partit N-VA, que va presidir fins al 2004.